# Коулман, Кристиан
Кристиан Коулман (англ. Christian Coleman; род. 6 марта 1996, Атланта) — американский легкоатлет, спринтер, трёхкратный чемпион мира и двукратный чемпион мира в помещении. Победитель студенческого чемпионата США в беге на 60, 100 и 200 метров. Чемпион США в беге на 60 метров (2018, 2020, 2022) и 100 метров (2019). Рекордсмен мира на дистанции 60 метров (6.34, 2018).

## Семья
Родители — Сет и Дафна Коулман. Есть две сестры — Кэмрин (выступала в студенческих соревнованиях по лёгкой атлетике как спринтер и прыгунья) и Кейтлин. Кузены — Деррик Бейкер-младший и Брайан Андерсон, оба игроки в американский футбол с успешной карьерой в студенческом спорте.

## Национальный уровень
В 2007 году 11-летний Коулман победил на национальном чемпионате AAU по прыжкам в длину. Учился в католической школе Our Lady Of Mercy, где совмещал занятия лёгкой атлетикой с игрой в американский футбол. Показывал лучшее время в беге на 100 и 200 метров среди школьников Джорджии, побеждал на чемпионатах штата в беге на 100 и 200 метров, в прыжках в длину, а также в эстафете 4×100 метров.
В 2015 году Коулман поступил в Университет Теннесси, получив спортивную стипендию имени Фреда Лэнгли. Основной специальностью выбрал спортивный менеджмент. В 2016 году победил на внутреннем чемпионате конференции Юго-Восточной конференции в беге на 60 метров, а также на студенческом чемпионате США в помещении в беге на 200 метров. В 2017 году стал чемпионом США среди студентов в беге на 60 и 200 метров в помещении, а также в беге на 100 и 200 метров на открытом воздухе.

## Международный уровень

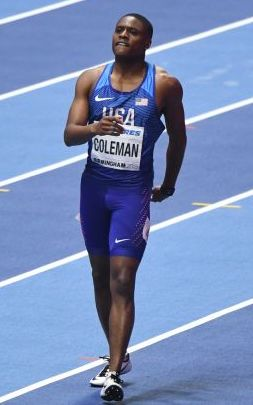
2018 год

В 2016 году участвовал в национальном отборе в олимпийскую сборную по бегу, показав лучший результат в беге на 100 метров (9,95). Выступил на летних Олимпийских играх 2016 года в составе эстафетной команды 4×100 м, где участвовал в квалификационном забеге. Коулман не участвовал в финальном забеге, где его команда была дисквалифицирована за неправильную передачу эстафетной палочки.
В 2017 году Коулман стал профессиональным спортсменом, заключив спонсорский контракт с компанией Nike. В том же году он выступил на чемпионате мира по лёгкой атлетике в Лондоне. Он показал второе время в беге на 100 метров, уступив соотечественнику Джастину Гэтлину и опередив ямайца Усэйна Болта. Также в составе эстафетной команды Коулман стал серебряным призёром в беге 4×100 метров.
В феврале 2018 года Коулман установил мировой рекорд на дистанции 60 метров, улучшив достижение Мориса Грина, которое держалось 20 лет. Результат 21-летнего американца — 6,34 секунды.
За пропуск трёх допинг-тестов в течение 12 месяцев Коулману грозила дисквалификация на один или два года и пропуск ЧМ-19 и ОИ-2020. Однако дисквалификации удалось избежать, поскольку за дату пропуска допинг-контроля по правилам следовало принимать не фактическую дату визита допинг-офицера, которая состоялась для первого пропуска 6 июня 2018 года, а дату заполнения спортсменом системы АДАМС, которая пришлась на 1 апреля 2018 года. Поскольку третью проверку Колман пропустил 26 апреля 2019 года, то формально это было уже более чем через 12 месяцев после первого нарушения, поэтому Американское антидопинговое агентство (USADA) сняло обвинения и временную дисквалификацию.
28 сентября 2019 года Кристиан Коулман в Дохе стал чемпионом мира в беге на дистанции 100 метров, показав в финальном забеге лучший результат сезона в мире и личный рекорд — 9,76 сек.